# Lance-Adams-Syndrom
Das Lance-Adams-Syndrom (LAS) ist ein neurologisches Erkrankungsbild, das durch das Auftreten von Aktionsmyoklonien einige Tage bis Wochen nach einem Sauerstoffmangel des Gehirns gekennzeichnet ist. Der Sauerstoffmangel ist meist Folge eines Herzkreislaufstillstand mit nachfolgender Reanimation und Koma. Das Lance-Adams-Syndrom wird auch als chronisches posthypoxisches Myoklonussyndrom bezeichnet, um es vom akuten posthypoxischen Myoklonussyndrom abzugrenzen.
Das Syndrom ist nach den Erstbeschreibern von insgesamt 4 Fällen aus dem Jahr 1963 benannt: den Neurologen James Waldo Lance aus Australien und Raymond Delacy Adams aus den USA.

## Häufigkeit
Insgesamt ist die Erkrankung relativ selten. Die genaue Häufigkeit ist nicht bekannt. In der medizinischen Literatur wurden bisher etwas mehr als 120 Fälle beschrieben.

## Symptomatik
Das Lance-Adams-Syndrom ist gekennzeichnet durch Aktionsmyoklonien, die wenige Tage bis Wochen nach einem Sauerstoffmangel im Gehirn (zerebrale Hypoxie), das heißt  posthypoxisch, auftreten. Aktionsmyoklonien sind rasche, unwillkürliche Muskelkontraktionen, die durch Willkürbewegungen ausgelöst werden.

## Ursache
Das Lance-Adams-Syndrom ist Folge einer zerebralen Hypoxie. Dementsprechend tritt es häufig nach Anästhesiekomplikationen, Asthmaanfällen, Medikamentenintoxikation oder Herzinfarkten mit Herzkreislaufstillstand und Reanimation auf.
Posthypoxische Myoklonien können allgemein bei Patienten beobachtet werden, die im Koma liegen oder lagen. Die im Rahmen des Lance-Adams-Syndrom auftretenden chronischen posthypoxischen Myoklonien treten einige Tage bis Wochen nach einem Koma auf. Im Gegensatz dazu treten akute posthypoxische Myoklonien unmittelbar oder wenige Tage nach der Hypoxie auf und weisen insbesondere beim Übergang in einen Status myoclonicus, also bei durchgehend oder persistierend bestehen Myoklonien, eine schlechte Prognose auf.

## Therapie
Bei etwa 50 Prozent der Patienten mit Lance-Adams-Syndrom haben sich folgende Medikamente als wirksam erwiesen: Clonazepam, Valproinsäure, Piracetam und Levetiracetam.